# Oude Kriek Oud Beersel
Oude Kriek Oud Beersel is een Belgisch fruitbier van spontane gisting.
Het bier wordt gebrouwen in Brouwerij Oud Beersel te Beersel. Het is een dieprood bier met een alcoholpercentage van 6,5%. Het wort (lambiek) voor dit bier wordt gebrouwen bij brouwerij Boon te Lembeek volgens het recept van Henri Vandervelden. Na het rijpen van 400 gram krieken per liter lambiek gaat het mengsel terug naar brouwerij Boon om te bottelen.

## Prijzen
- World Beer Awards 2009 – gouden medaille in de categorie Best Speciality Kriek (World)
- Australian International Beer Awards 2011 – gouden medaille in de categorie Belgian and French Style Ales packaged
- Australian International Beer Awards 2012 – bronzen medaille in de categorie Best Lambic packaged
- World Beer Cup 2012 – zilveren medaille in de categorie Best Belgian-Style Sour Ale
- Brussels Beer Challenge 2012 – gouden medaille in de categorie Flavoured beer: Fruit Beer
- European Beer Star 2013 - gouden medaille in de categorie Belgian-style Fruit Sour Ale